# Hietalampi
Hietalampi är en sjö i Finland. Den ligger i kommunen Nyslott i landskapet Södra Savolax, i den sydöstra delen av landet, 300 km nordost om huvudstaden Helsingfors. Vasarajärvi ligger 75,9 meter över havet. Arean är 44,1 hektar och strandlinjen är 4,1 kilometer lång. Sjön  ingår i Vuoksens huvudavrinningsområde. 